# Harry Standjofski
Harry Standjofski (Montréal, 22 maggio 1959 – Montréal, 18 luglio 2025) è stato un attore e doppiatore canadese.

## Filmografia

### Cinema
- La natura ambigua dell'amore (Love and Human Remains), regia di Denys Arcand (1993)
- Bonanno - La storia di un padrino (Bonanno - A Godfather's Story), regia di Michael Poulette (1999)
- The Aviator, regia di Martin Scorsese (2004)
- Bonanno - La storia di un padrino (Bonanno - A Godfather's Story), regia di Michael Poulette (2005)
- Guy X, regia di Saul Metzstein (2005)
- Ford: The Man and the Machine, regia di Allan Eastman (1987)
- A Sentimental Capitalism, regia di Olivier Asselin (2008)
- Assassin's Creed: Lineage, regia di Yves Simoneau (2009)
- La versione di Barney (Barney's Version), regia di Richard J. Lewis (2010)
- Lo straordinario viaggio di T.S. Spivet (The Young and Prodigious T.S. Spivet), regia di Jean-Pierre Jeunet (2013)
- X-Men - Giorni di un futuro passato (X-Men: Days of Future Past), regia di Bryan Singer (2014)
- Le Militaire, regia di Noël Mitrani (2014)
- The Walk, regia di Robert Zemeckis (2015)
- La mia vita con John F. Donovan (The Death and Life of John F. Donovan), regia di Xavier Dolan (2018)
- Playmobil: The Movie, regia di Lino DiSalvo (2019)
- Pieces of a Woman, regia di Kornél Mundruczó (2020)

### Serie televisive
- Hai paura del buio? (Are You Afraid of the Dark?), serie TV (1991-2019)
- Urban Angel, serie TV (1991-1993)
- Donna d'onore 2 (Vendetta II: The New Mafia), regia di Ralph L. Thomas (1993) - miniserie televisiva
- Un lupo mannaro americano a scuola (Big Wolf on Campus), serie TV (1990-2002)
- Hiroshima, regia di Koreyoshi Kurahara e Roger Spottiswoode (1995) - film TV

### Doppiaggio

#### Serie animate
- Il giovane Robin Hood (Young Robin Hood), serie animata (1991-1992)
- Pig City, serie animata (2002)

#### Videogiochi
- Il Visir Zervan in Prince of Persia: I due troni
- Six in Tom Clancy's Rainbow Six: Vegas 2
- Guglielmo del Monferrato in Assassin's Creed
- Silvio Barbarigo "Il Rosso" in Assassin's Creed II
- Juan Borgia il Maggiore in Assassin's Creed: Brotherhood
- Lawrence Washington in Assassin's Creed: Rogue
- Honoré Gabriel Riqueti, conte di Mirabeau in Assassin's Creed: Unity
- Red in Monster Hunter Stories 2: Wings of Ruin

## Doppiatori italiani
- Pasquale Anselmo in The Walk[2]
- Luca Semeraro ne Lo straordinario viaggio di T.S Spivet[3]
- Angelo Nicotra in Playmobil: The Movie[4]

Da doppiatore è sostituito da:
- Carlo Reali in Pig City
- Fabrizio Manfredi ne Il giovane Robin Hood
- Umberto Bortolani in Prince of Persia: I due troni[5]
- Gianni Gaude in Assassin's Creed[6]
- Marco Pagani in Assassin's Creed II[7], Assassin's Creed: Brotherhood[8]
- Diego Sabre in Assassin's Creed: Rogue[9]